# Family Circle Cup 1979
Il Family Circle Cup 1979 è stato un torneo di tennis giocato sulla terra verde. È stata la 7ª edizione del Family Circle Cup, che fa parte del WTA Tour 1979. Si è giocato al Sea Pines Plantation di Hilton Head Island negli Stati Uniti dal 10 al 15 aprile 1979.

## Campionesse

### Singolare
Tracy Austin ha battuto in finale  Kerry Melville Reid con il punteggio di 7–6(3), 7–6(7)

### Doppio
Rosemary Casals /  Martina Navrátilová hanno battuto in finale  Françoise Dürr /  Betty Stöve con il punteggio di 6–4, 7–5